# 道义街道
道义街道，是中华人民共和国辽宁省沈阳市沈北新区下辖的一个乡镇级行政单位。

## 行政区划
道义街道下辖以下地区：
鑫欣社区、祥瑞社区、天顺社区、俪景社区、郭七社区、五台子社区、正良社区、郭三社区、东场社区、孝信鲜社区、孝信汉社区、尚小社区、道义一社区、道义二社区、道义三社区、道义四社区、弓匠社区、郝心社区、进步社区、绿茵湖畔社区、地雅新居社区、柳岸馨居社区、正良嘉苑社区、民丰社区和大学城社区。